# Морицко
Морицко — деревня в северной части Порховского района Псковской области. Входит в состав сельского поселения «Павская волость».
Расположена в 40 км к северу от города Порхов, в 15 км к северо-востоку от волостного центра, села Павы, и в 7 км к северу от деревни Берёза.

## Население
Численность населения деревни по состоянию на 2000 год составляла 46 жителей.

## История
До 3 июня 2010 года деревня входила в состав ныне упразднённой Берёзовской волости.